# Zethes halcon
Zethes halcon är en fjärilsart som beskrevs av Semper 1901. Zethes halcon ingår i släktet Zethes och familjen nattflyn. Inga underarter finns listade i Catalogue of Life.